# إليزابيث شومان
إليزابيث شومان (بالألمانية: Elisabeth Schumann) (و. 1888 – 1952 م) هي مغنية، ومغنية أوبرا، ومعلمة موسيقى، وأستاذ جامعي من ألمانيا، والولايات المتحدة، ولدت في مرسيبورغ، توفيت في نيويورك، عن عمر يناهز 64 عاماً.